# Pottery Addition
Pottery Addition – jednostka osadnicza w Stanach Zjednoczonych, w stanie Ohio, w hrabstwie Jefferson.